# EHF European League vrouwen 2020/21
De EHF European League 2020/21 is de 40ste editie van de EHF European League. Sinds dit seizoen heeft het Europese Handbalfederatie (EHF) een nieuwe opzet gemaakt van de EHF European League. Voorheen hete de competitie EHF Cup.

## Deelnemers
| Denemarken | Viborg HK                  | Noorwegen  | Tertnes Bergen           | (vervolg)   | HC Zvezda                |
| Denemarken | Nykøbing Falster Håndbold  | Noorwegen  | Molde HK Elite           | Slowakije   | IUVENTA Michalovce       |
| Denemarken | Herning-Ikast Håndbold     | Noorwegen  | Byåsen Håndball Elite    | Spanje      | Super Amara Bera Bera    |
| Duitsland  | Thüringer HC               | Noorwegen  | Storhamar Handball Elite | Tsjechië    | DHK Baník Most           |
| Duitsland  | HSG Blomberg-Lippe         | Oostenrijk | Hypo Niederösterreich    | Turkije     | Kastamonu Belediyesi GSK |
| Duitsland  | TUSSIES Metzingen          | Oostenrijk | WAT Atzgersdorf          | Zweden      | Lugi Handboll            |
| Frankrijk  | Paris 92                   | Polen      | MKS Perla Lublin         | Zweden      | H 65 Höör HK             |
| Frankrijk  | Fleury Loiret Handball     | Roemenië   | HC Dunărea Brăila        | Zwitserland | LC Brühl Handball        |
| Frankrijk  | Nantes Atlantique Handball | Roemenië   | SCM Gloria Buzău         |             |                          |
| Hongarije  | Alba Fehérvár KC           | Roemenië   | CS Minaur Baia Mare      |             |                          |
| Hongarije  | DVSC Scheaffler            | Rusland    | Kuban                    |             |                          |
| Hongarije  | Váci NKSE                  | Rusland    | Astrakhanochka           |             |                          |
| Hongarije  | Siófok KC                  | Rusland    | Handball Club Lada       |             |                          |

## Speeldagen
|              | Voorronde            | Voorronde             | Groepsfase            | 1/4 finale            | FINAL4     | FINAL4     |
| Eerste ronde | Tweede ronde         | 1/2 finale            | Groepsfase            | 1/4 finale            | finale     |            |
| ------------ | -------------------- | --------------------- | --------------------- | --------------------- | ---------- | ---------- |
| Datums       | 10 - 18 oktober 2020 | 14 - 22 november 2020 | 9 jan. - 21 feb. 2021 | 27 mrt. - 4 apr. 2021 | 8 mei 2021 | 9 mei 2021 |

## Voorronde

### Eerste ronde
| Team 1            | Score     | Team 2                | 1       | 2       |
| ----------------- | --------- | --------------------- | ------- | ------- |
| HC Dunărea Brăila | 53 – 52   | Tertnes Bergen        | 28 – 26 | 25 – 26 |
| Molde HK Elite    | 58 – 40   | Hypo Niederösterreich | 28 – 19 | 30 – 21 |
| Paris 92          | 65 – 40   | IUVENTA Michalovce    | 36 – 14 | 29 – 26 |
| WAT Atzgersdorf   | 45 – 81   | Thüringer HC          | 24 – 39 | 21 – 42 |
| Lugi Handboll     | vervallen | Kuban                 | /       | /       |
| LC Brühl Handball | vervallen | Alba Fehérvár KC      | /       | /       |

### Tweede ronde
| Team 1                     | Score     | Team 2                    | 1       | 2       |
| -------------------------- | --------- | ------------------------- | ------- | ------- |
| Super Amara Bera Bera      | 51 – 56   | HC Zvezda                 | 27 – 27 | 24 – 29 |
| Kastamonu Belediyesi GSK   | 31 – 30   | DVSC Scheaffler           | 31 – 30 | /       |
| Byåsen Håndball Elite      | vervallen | MKS Perla Lublin          | /       | /       |
| HC Dunărea Brăila          | 58 – 52   | Viborg HK                 | 26 – 24 | 32 – 28 |
| Paris 92                   | 56 – 42   | Nykøbing Falster Håndbold | 28 – 16 | 28 – 26 |
| Thüringer HC               | 57 – 51   | HSG Blomberg-Lippe        | 27 – 31 | 30 – 20 |
| Astrakhanochka             | vervallen | Molde HK Elite            | /       | /       |
| Fleury Loiret Handball     | 57 – 49   | H 65 Höör HK              | 29 – 26 | 28 – 23 |
| Nantes Atlantique Handball | 44 – 43   | SCM Gloria Buzău          | 23 – 16 | 21 – 27 |
| Alba Fehérvár KC           | vervallen | Storhamar Handball Elite  | /       | /       |
| DHK Baník Most             | 41 – 42   | Váci NKSE                 | 41 – 42 | /       |
| Kuban                      | vervallen | TUSSIES Metzingen         | /       | /       |

## Groepsfase

### Groep A
| Pos | Club                   | Gs | W | G | V | Pnt | Dv  | Dt  | Ds  | Opmerking       |
| --- | ---------------------- | -- | - | - | - | --- | --- | --- | --- | --------------- |
| 1   | Herning-Ikast Håndbold | 6  | 5 | 0 | 1 | 10  | 198 | 160 | 38  | Naar 1/4 finale |
| 2   | HC Zvezda              | 6  | 3 | 0 | 3 | 6   | 135 | 135 | 0   | Naar 1/4 finale |
| 3   | Paris 92               | 6  | 3 | 0 | 3 | 6   | 93  | 101 | -8  |                 |
| 4   | Váci NKSE              | 6  | 1 | 0 | 5 | 2   | 150 | 180 | -30 |                 |

### Groep B
| Pos | Club                       | Gs | W | G | V | Pnt | Dv  | Dt  | Ds  | Opmerking       |
| --- | -------------------------- | -- | - | - | - | --- | --- | --- | --- | --------------- |
| 1   | Nantes Atlantique Handball | 6  | 4 | 0 | 2 | 8   | 149 | 141 | 8   | Naar 1/4 finale |
| 2   | Handball Club Lada         | 6  | 3 | 0 | 3 | 6   | 147 | 139 | 8   | Naar 1/4 finale |
| 3   | MKS Perla Lublin           | 6  | 2 | 1 | 3 | 5   | 154 | 155 | -1  |                 |
| 4   | Kastamonu Belediyesi GSK   | 6  | 2 | 1 | 3 | 5   | 156 | 171 | -15 |                 |

### Groep C
| Pos | Club                     | Gs | W | G | V | Pnt | Dv  | Dt  | Ds  | Opmerking       |
| --- | ------------------------ | -- | - | - | - | --- | --- | --- | --- | --------------- |
| 1   | CS Minaur Baia Mare      | 6  | 5 | 0 | 1 | 10  | 150 | 116 | 34  | Naar 1/4 finale |
| 2   | Astrakhanochka           | 6  | 4 | 0 | 2 | 8   | 137 | 112 | 25  | Naar 1/4 finale |
| 3   | Storhamar Handball Elite | 6  | 2 | 0 | 4 | 4   | 157 | 182 | -25 |                 |
| 4   | Thüringer HC             | 6  | 1 | 0 | 5 | 2   | 93  | 127 | -34 |                 |

### Groep D
| Pos | Club                   | Pnt | Gs | W | G | V | Dv  | Dt  | Ds  | Opmerking       |
| --- | ---------------------- | --- | -- | - | - | - | --- | --- | --- | --------------- |
| 1   | Siófok KC              | 11  | 6  | 5 | 1 | 0 | 181 | 154 | 27  | Naar 1/4 finale |
| 2   | HC Dunărea Brăila      | 7   | 6  | 3 | 1 | 2 | 170 | 167 | 3   | Naar 1/4 finale |
| 3   | Kuban                  | 6   | 6  | 2 | 2 | 2 | 130 | 120 | 10  |                 |
| 4   | Fleury Loiret Handball | 0   | 6  | 0 | 0 | 6 | 104 | 144 | -40 |                 |

## Kwartfinale

### Kwartfinale
| Team 1             | Score   | Team 2                     | 1       | 2       |
| ------------------ | ------- | -------------------------- | ------- | ------- |
| HC Zvezda          | 57 – 63 | Nantes Atlantique Handball | 29 – 33 | 28 – 30 |
| Handball Club Lada | 54 – 59 | Herning-Ikast Håndbold     | 29 – 31 | 25 – 28 |
| Astrakhanochka     | 54 – 61 | Siófok KC                  | 26 – 32 | 28 – 29 |
| HC Dunărea Brăila  | 49 – 58 | CS Minaur Baia Mare        | 24 – 31 | 25 – 27 |

## Final4

### Halve finale
| 8 mei 2021 14:45 | Nantes Atlantique Handball | 36 – 34 | CS Minaur Baia Mare | Salle Lascăr Pană, Baia Mare Scheidsrechters: Praštalo, Balvan (BIH) |
| 8 mei 2021 14:45 | (21-15)                    |         |                     | Salle Lascăr Pană, Baia Mare Scheidsrechters: Praštalo, Balvan (BIH) |
| 8 mei 2021 14:45 | 2× 3×                      |         | 1× 5×               | Salle Lascăr Pană, Baia Mare Scheidsrechters: Praštalo, Balvan (BIH) |

| 8 mei 2021 18:00 | Siófok KC                             | 36 – 34 (n.V.) | Herning-Ikast Håndbold | Salle Lascăr Pană, Baia Mare Scheidsrechters: Ilieva, Karbeska (MKD) |
| 8 mei 2021 18:00 | (19-18)                               |                |                        | Salle Lascăr Pană, Baia Mare Scheidsrechters: Ilieva, Karbeska (MKD) |
| 8 mei 2021 18:00 | 2×                                    |                | 3× 1×                  | Salle Lascăr Pană, Baia Mare Scheidsrechters: Ilieva, Karbeska (MKD) |
| 8 mei 2021 18:00 | Regulier: 31-31 Verlenging(en): 36-34 |                |                        | Salle Lascăr Pană, Baia Mare Scheidsrechters: Ilieva, Karbeska (MKD) |

### Troostfinale
| 23 mei 2021 14:45 | Herning-Ikast Håndbold | 31 – 33 | CS Minaur Baia Mare | Salle Lascăr Pană, Baia Mare Scheidsrechters: Lidacka, Lesiak (POL) |
| 23 mei 2021 14:45 | (19-16)                |         |                     | Salle Lascăr Pană, Baia Mare Scheidsrechters: Lidacka, Lesiak (POL) |
| 23 mei 2021 14:45 | 2×                     |         | 3×                  | Salle Lascăr Pană, Baia Mare Scheidsrechters: Lidacka, Lesiak (POL) |

### Finale
| 23 mei 2021 18:00 | Siófok KC | 31 – 36 | Nantes Atlantique Handball | Salle Lascăr Pană, Baia Mare Scheidsrechters: Vranes, Wenninger (AUT) |
| 23 mei 2021 18:00 | (13-17)   |         |                            | Salle Lascăr Pană, Baia Mare Scheidsrechters: Vranes, Wenninger (AUT) |
| 23 mei 2021 18:00 | 1× 6×     |         | 1× 6×                      | Salle Lascăr Pană, Baia Mare Scheidsrechters: Vranes, Wenninger (AUT) |

## Selecties
6.  Laura van der Heijden (tot 2020/11) ·
7. Melinda Szikora ·
8.  Simone Böhme ·
9. Júlia Hársfalvi ·
11.  Tamara Horacek ·
12.  Dinah Eckerle (tot 2020/11) ·
13.  Camille Aoustin ·
14.  Danick Snelder (tot 2020/11) ·
17.  Katarina Ježić ·
21. Csilla Mazák-Németh ·
23. Nelly Such ·
25.  Nerea Pena ·
28. Nikolett Kiss ·
29. Gnonsiane Niombla ·
32.  Andrea Kobetić ·
33. Zsuzsanna Tomori ·
44. Laura Lapos ·
96. Gabriella Tóth ·
Coach:  Bent Dahl

Resultaten: 4e plaats Nemzeti Bajnokság I – 1/4 finale Magyar Kupa – Finale EHF European League
1.  Jessica Ryde ·
4. Michala Møller ·
5.  Vilde Johansen ·
6. Cecilie Brandt ·
7.  Stine Skogrand  ·
8.  Helene Gigstad Fauske ·
10. Naja Nissen Kristensen ·
11. Sarah Iversen (zwanger) ·
15. Emma Friis ·
16.  Sabine Englert ·
17. Simone Cathrine Petersen ·
21.  Ingvild Bakkerud ·
22. Olivia Simonsen ·
23. Frida Svingholm ·
28.  Mie Sophie Sando ·
77. Line Mai Hougaard ·
Coach: Kasper Christensen

Resultaten: 3e plaats Damehåndboldligaen – 3e plaats Santander Cup – 4e plaats European League
1. Laura Kuske ·
2.  Mariana Lopes ·
3.  Emma Ekenman-Fernis ·
4.  Beate Scheffknecht ·
6.  Anouk Nieuwenweg ·
9.  Asli Iskit ·
12.  Marie Davidsen ·
13. Meike Schmelzer ·
14.  Klara Schlegel ·
16.  Petra Blazek ·
18.  Iveta Luzumová ·
21. Ina Großmann ·
22. Arwen Rühl ·
24.  Ines Khouildi ·
27.  Kerstin Kündig ·
28.  Lýdia Jakubisová ·
48.  Nina Neidhart ·
51.  Marketa Jerabkova ·
57.  Josefine Huber ·
Coach: Herbert Müller

Resultaten: 4e plaats Bundesliga – 1/4 finale DHB-Pokal – Groepsfase EHF European League
4. Laura Damgaard ·
6.  Moa Høgdahl ·
7. Stine Andersen ·
8.  Carin Strömberg  ·
10. Kristina Jørgensen ·
11. Line Haugsted ·
13.  Madeleine Östlund ·
14. Amalie Grøn Hansen ·
16. Anna Kristensen ·
21. Majbritt Toft Hansen ·
22. Pauline Bøgelund ·
25. Maria Fisker ·
31. Ida-Marie Dahl ·
54.  Marianne Haugsted ·
55.  Emma Friberg ·
56. Thilde Frandsen ·
Coach: Jakob Vestergaard

Resultaten: Finale Damehåndboldligaen – 1/4 finale Santander Cup - 3e ronde EHF European League
3: Laura Rüffieux ·
5: Ann Kynast ·
7:  Isabelle Jongenelen ·
11: Lisa Rajes ·
12: Marie Andresen ·
13: Nele Wenzel ·
14:  Kamila Kordovska ·
16: Melanie Veith ·
18: Ndidi Agwunedu ·
19: Cara Reiche ·
20: Emelyn van Wingerden · 21: Nele Franz · 23: Cara Hartstock · 24: Malina Marie Michalczik · 26:  Jennifer Murer · 28:  Myrthe Schoenaker · Coach: Steffen Birkner

Resultaten: 5e plaats Bundesliga – 1/2 finale DHB-Pokal – 2e ronde EHF European League
2: Marlene Zapf ·
4:  Katarina Pandza ·
6: Laeticia Quist ·
7:  Bo van Wetering ·
10: Lena Degenhardt ·
11:  Anna Albek ·
14:  Anika Niederwieser ·
15: Madita Kohorst ·
16: Nicole Roth ·
22: Maren Weigel ·
24:  Britt van der Baan · 26: Svenja Hübner · 34:  Silje Brøns Petersen · 51:  Marija Obradovic · 55:  Tamara Haggerty · 94: Rebecca Rott · 95:  Dorina Korsos · 99: Lena Schmid · Coach:  Edina Rott

Resultaten: 3e plaats Bundesliga – 1/2 finale DHB-Pokal – 2e ronde EHF European League

## Financiën

### Inschrijfgelden
In onderstaande tabel staan de inschrijfgelden per groepsfase:
| Fase                 | Inschrijfgeld |
| -------------------- | ------------- |
| Kwalificatieronde 1  | € 500         |
| Kwalificatieronde 2  | € 500         |
| Kwalificatieronde 13 | € 500         |
| Groepsfase           | € 1.500       |
| Kwartfinale          | € 1.000       |
| EHF Final4           | € 2.000       |

### Vergoedingen
De volgende bedragen worden uitbetaald aan de deelnemende clubs:
| Fase         | Omschrijving                 | Bedrag   |
| ------------ | ---------------------------- | -------- |
| Groepsfase   | Compensatie per uitwedstrijd | € 7.500  |
| Groepsfase   | Bonus per punt               | € 500    |
| Kwartfinales | Compensatie per uitwedstrijd | € 7.500  |
| Kwartfinales | Bonus per punt               | € 1.000  |
| EHF Final4   | Winnaar                      | € 40.000 |
| EHF Final4   | 2e plaats                    | € 22.500 |
| EHF Final4   | 3e plaats                    | € 20.000 |
| EHF Final4   | 4e plaats                    | € 17.500 |